# Wolfgang Graninger
Wolfgang Graninger (* 26. November 1948 in Salzburg) ist ein österreichischer Infektiologe, emeritierter Hochschullehrer an der Medizinischen Universität Wien und Leiter der klinischen Abteilung für Infektionen und Tropenmedizin im AKH Wien.

## Leben
Graninger studierte Medizin an der Universität Wien und wurde 1974 promoviert. Ein zweites Doktoratsstudium in Philosophie, Psychologie und Humangenetik schloss er 1978 ab.
Ab 1974 war er Assistent am Institut für Blutgruppenserologie in Wien, ab 1976 an der  Lehrkanzel für Chemotherapie an der Universitätsklinik für Chemotherapie tätig. 1985 habilitierte er über die Diagnose und Therapie von Infektionen und Tumoren.
1990 wurde Graninger zum außerordentlichen Professor ernannt. 1991 wurde er supplierender Vorstand der Klinik für Chemotherapie. Seit 1992 ist er Leiter der Klinischen Abteilung für Infektionen und Chemotherapie der Wiener Universitätsklinik.

## Tätigkeit als Forscher, Lehrer und Arzt
Graninger veröffentlichte wissenschaftliche Arbeiten über Antikörper, Erbmerkmale und Zwillingsforschung.
Später erforschte er auch Sepsisparameter und die Gebiete der Antibiotika und Antimykotika. Dazu kamen Forschungen zur Tropenmedizin im Ausland. Aufgrund seiner Studien zum Antibiotikum Clindamycin in der Malariatherapie empfahl die WHO diese Therapieform bei Malaria tropica.
Er ist Herausgeber und Rezensent bei mehreren medizinischen Fachzeitschriften und war in der Organisation mehrerer Fachkongresse beteiligt.
Für seine Lehrtätigkeit hat die Studienkommission der Universität Wien Graninger 1996 die Auszeichnung Teacher of the Year verliehen. Seine Antibiotika-Vorlesungen hält er mit „Hirn, Witz und Herz“ und „pechschwarzem Humor“.
Als Arzt am Wiener AKH ist er weltweit gefragt und wird „immer wieder von Regierungsoberhäuptern für Geheimbehandlungen eingeflogen“. Graninger war der behandelnde Arzt bei der  Autoimmunerkrankung von Thomas Klestil, 
die schließlich zum Tod des österreichischen Bundespräsidenten führte.
Am 1. Oktober 2014 hielt er am Allgemeinen Krankenhaus Wien seine Abschiedsvorlesung.
2018 sprach Graninger bei einer Veranstaltung des Alten Ordens vom St. Georg über „gesundheitliche Risiken der Migrationswelle“ mit der Leitfrage: „Steht der physiologische Untergang Europas bevor?“ Er empfahl, physischen Kontakt mit Einwanderern zu vermeiden sowie Türklinken, Treppengeländer und Haltegriffe in öffentlichen Gebäuden und Verkehrsmitteln nicht mehr anzufassen. Eine Folge der sogenannten Willkommenskultur sei, so Graninger, „eine spürbare Verschlechterung der Immunkompetenz“. Er wolle seiner Verantwortung nachkommen durch „das Bewirken von gesunden, rettenden Ängsten in der breiten Bevölkerung“. Gegenüber dem Kurier äußerte Graninger 2020 die These, das COVID-19 verursachende Virus SARS-CoV-2 sei „die Rache der Chinesen an den Amerikanern“. Die Verbreitung in China sei ein „Unfall“ gewesen, denn eigentlich habe es „in den USA ausgesetzt werden“ sollen, „damit dort die Bevölkerung hysterisch wird und die Wirtschaft ordentlich kracht“.